# Ahmed Nadhir Benbouali
Ahmed Nadhir Benbouali (in arabo أحمد نذير بن بوعلي‎?; Chlef, 17 aprile 2000) è un calciatore algerino, attaccante del Győri ETO in prestito dal Charleroi.

## Carriera
Cresciuto nel settore giovanile del Paradou AC, esordisce in prima squadra il 27 novembre 2020, in occasione dell'incontro di campionato pareggiato per 1-1 contro il RC Relizane, partita nella quale è anche andato a segno.
Il 22 luglio 2022 viene acquistato dai belgi del Charleroi.

## Statistiche

### Presenze e reti nei club
Statistiche aggiornate al 29 luglio 2022.
| Stagione        | Squadra         | Campionato      | Campionato | Campionato | Coppe nazionali | Coppe nazionali | Coppe nazionali | Coppe continentali | Coppe continentali | Coppe continentali | Altre coppe | Altre coppe | Altre coppe | Totale | Totale |
| Stagione        | Squadra         | Comp            | Pres       | Reti       | Comp            | Pres            | Reti            | Comp               | Pres               | Reti               | Comp        | Pres        | Reti        | Pres   | Reti   |
| --------------- | --------------- | --------------- | ---------- | ---------- | --------------- | --------------- | --------------- | ------------------ | ------------------ | ------------------ | ----------- | ----------- | ----------- | ------ | ------ |
| 2020-2021       | Paradou AC      | L1              | 34         | 9          |                 | -               | -               |                    | -                  | -                  |             | -           | -           | 34     | 9      |
| 2021-2022       | Paradou AC      | L1              | 29         | 14         |                 | -               | -               |                    | -                  | -                  |             | -           | -           | 39     | 14     |
| Totale Paradou  | Totale Paradou  | Totale Paradou  | 63         | 23         |                 | -               | -               |                    | -                  | -                  |             | -           | -           | 63     | 23     |
| 2022-2023       | Charleroi       | D1              | 1          | 0          | CB              | 0               | 0               |                    | -                  | -                  |             | -           | -           | 1      | 0      |
| Totale carriera | Totale carriera | Totale carriera | 64         | 23         |                 | 0               | 0               |                    | -                  | -                  |             | -           | -           | 64     | 23     |